# Hypocalyptus
Tribu
Genre
Classification phylogénétique
Synonymes
- Duvalia[2] Bonpl.
- Loddigesia Sims

Hypocalyptus est un genre de plantes à fleurs dicotylédones de la famille des Fabaceae, sous-famille des Faboideae, originaire d'Afrique du Sud, qui comprend trois espèces acceptées. Le genre Hypocalyptus est connu en français comme l'Hypocalypte ou la Loddigésie . Seul le premier nom devrait être employé afin d'éviter toute ambiguïté, puisque le second nom vernaculaire est désuet, car le genre Loddigesia (et le nom vernaculaire correspondant Loddigésie) sont maintenant réservés à une espèce d'oiseau-mouche de la sous-famille des Trochilinae, la Loddigésie admirable. 
Les trois espèces de ce genre, endémiques des provinces du Cap-Occidental et du Cap-Oriental en Afrique du Sud, sont inscrites sur la liste rouge des plantes d'Afrique du Sud en catégorie LC (préoccupation mineure). 

## Liste d'espèces
Selon The Plant List (21 septembre 2018) :
- Hypocalyptus coluteoides (Lam.) R.Dahlgren
- Hypocalyptus oxalidifolius (Sims) Baill.
- Hypocalyptus sophoroides (P.J.Bergius) Baill.